# Wendy Nichols
Wendy Ruth Nichols, baronne Nichols de Selby est une femme politique britannique, syndicaliste et pair à vie.

## Biographie
Nichols est originaire de Selby dans le Yorkshire du Nord.
Nichols est le coordinateur régional et secrétaire de section d'UNISON Yorkshire et Humberside, ainsi que conseiller travailliste.
Elle est nommée pairie à vie en décembre 2024 par le Premier ministre Keir Starmer pour le Parti travailliste.
Lors des honneurs d'anniversaire de 2024, Nichols reçoit un OBE pour son service politique.